# Кединг, Вальтер
Вальтер Кединг (нем. Walter Käding; 14 сентября 1915, Берлин — 23 июня 1992, Бремен) — немецкий офицер-подводник, лейтенант (1 октября 1944 года), кавалер Рыцарского железного креста.

## Биография
В апреле 1935 года поступил на службу в кригсмарине. В 1935—1937 годах служил на легком крейсере «Лейпциг», на котором участвовал в трёх военных походах во время Гражданской войны в Испании.

## Вторая мировая война
В сентябре 1939 года Кединг был переведен в подводный флот и после окончания штурманских курсов был назначен на новую подлодку U-123. На ней он стал бессменным главным штурманом и принял участие во всех её боевых походах, проведя в море в общей сложности почти 700 суток, что является выдающимся достижением. 15 мая 1944 года награждён Рыцарским крестом Железного креста.
В июне 1944 года он покинул U-123 и был направлен на курсы командиров подлодок. С 9 января по 5 февраля 1945 года командовал учебной подлодкой U-56, с 6 февраля — подлодкой U-4713 (тип XXIII), но в боевых операциях участия не принимал. В мае 1945 года сдался британским войскам.

## Награды
- Испанский крест (6 июня 1939)
- Железный крест
  - 2-го класса (11 декабря 1940)
  - 1-го класса (25 августа 1941)
- Нагрудный знак подводника(11 декабря 1940)
- Нагрудный знак подводника-фронтовика (9 января 1945)
- Немецкий крест в золоте (6 сентября 1943)
- Рыцарский крест железного креста (15 мая 1944)